# Irena (Dęblin)
Irena – część miasta Dęblin (woj. lubelskie), stanowi starówkę i centrum miasta, w XIX wieku osada miejska.

## Historia
Irena powstała w 1854 w Królestwie Polskim (w guberni lubelskiej) jako osada handlowo‑przemysłowa na gruntach folwarku Dęblin, nieopodal wzniesionej w latach 1838–1847 twierdzy Iwanogród (od imienia namiestnika Królestwa Polskiego – Iwana Paskiewicza). Nazwa Irena pochodzi od imienia synowej Iwana Paskiewicza, żony jego jedynego syna, Fiodora (Irina Iwanowna Woroncowa-Daszkowa). Nigdy nie otrzymała praw miejskich, lecz posiadała status osady miejskiej i była morfologicznie zbudowana na wzór miasta (z centralnym rynkiem i uliczkami). Była siedzibą gminy Iwanowskie Sioło.
Była zamieszkiwana głównie przez ludność żydowską (z pobliskiego miasta Bobrowniki), której ważnym źródłem dochodów były usługi i zaopatrzenie dla oddziałów stacjonujących w lokalnym garnizonie; część pracowała się w małej hucie żelaza oraz w innych małych zakładach przemysłowych z lat 1860. i 1870. Pod koniec stulecia, Irena stała się popularnym ośrodkiem wypoczynkowym. W latach 1890. była ważnym ośrodkiem chasydyzmu.
19 maja?/31 maja 1870 w powiecie nowoaleksandryjskim w guberni lubelskiej powstała gmina Irena, w związku z utratą praw miejskich przez miasto Bobrowniki i przyłączenie jego do prawobrzeżnej (w stosunku do Wieprza) strony gminy Iwanowskie Sioło (z siedzibą w Irenie), którą przemianowano na gminę Irena. 
W 1876 r. Irena otrzymała połączenie kolejowe z Łukowem, co przyczyniło się do jej gospodarczego i demograficznego rozwoju.
W okresie międzywojennym gmina Irena należała do powiatu puławskiego w woj. lubelskim. 1 kwietnia 1939 roku gminę przyłączono do woj. warszawskiego, po czym weszła ona w skład powiatu garwolińskiego. 
Podczas okupacji hitlerowskiej, wiosną 1941 roku Niemcy utworzyli getto dla żydowskich mieszkańców. Przebywało w nim około 6000 Żydów. W październiku 1942 roku zostali wywiezieni do obozów pracy w Lubelskiem i obozu zagłady Treblinka II.  
Po II wojnie światowej Irena została połączona z wsią Dęblin, jednak nazwa gmina Irena przetrwała do 1954 roku. 1 lipca 1952 roku gmina składała się z 15 gromad: Bobrowniki, Dęblin, Irena, Kleszczówka, Krasnogliny, Lasoń, Masów, Mierzwiączka, Młynki, Moszczanka, Nowy Dęblin, Podwierzbie, Rycice, Sędowice i Zdżary.
29 maja 1953 nazwę Irena (a zarazem gromady Irena w gminie Irena) zmieniono oficjalnie na Dęblin, przez co odtąd w gminie Irena były dwa Dębliny, rozróżniane wyróżnikiem topograficznym (wieś bądź osada).
Gminę Irena zniesiono 29 września 1954 roku wraz z reformą wprowadzającą gromady w miejsce gmin. Utworzona wówczas gromada Dęblin (obejmująca dotychczasowe gromady Dęblin, Dęblin osada (Irena), Rycice, Masów, Zdżary i Mierzwiączka) przetrwała zaledwie pięć tygodni. 13 listopada 1954 gromadę zniesiono w związku z przekształceniem jej obszaru w miasto Dęblin, dla którego ustalono 50 członków miejskiej rady narodowej.
1 stycznia 1956 miasto Dęblin weszło w skład nowo utworzonego powiatu ryckiego w tymże województwie. W latach 1975–1998 miasto administracyjnie należało do województwa lubelskiego. Od 1999 leży ponownie w powiecie ryckim.